# Japán a 2018. évi téli olimpiai játékokon
Japán a dél-koreai Phjongcshangban megrendezett 2018. évi téli olimpiai játékok egyik részt vevő nemzete volt. Az országot az olimpián 13 sportágban 124 sportoló képviselte, akik összesen 13 érmet szereztek.

## Érmesek
| Érem  | Versenyző                                                                   | Sportág          | Versenyszám            |
| ----- | --------------------------------------------------------------------------- | ---------------- | ---------------------- |
| Arany | Kodaira Nao                                                                 | Gyorskorcsolya   | Női 500 m              |
| Arany | Takagi Nana                                                                 | Gyorskorcsolya   | Női tömegrajtos        |
| Arany | Takagi Miho Kikucsi Ajaka Szató Ajano Takagi Nana                           | Gyorskorcsolya   | Női csapat             |
| Arany | Hanjú Juzuru                                                                | Műkorcsolya      | Férfi egyéni           |
| Ezüst | Vatabe Akito                                                                | Északi összetett | Normálsánc + 10 km     |
| Ezüst | Kodaira Nao                                                                 | Gyorskorcsolya   | Női 1000 m             |
| Ezüst | Takagi Miho                                                                 | Gyorskorcsolya   | Női 1500 m             |
| Ezüst | Uno Sóma                                                                    | Műkorcsolya      | Férfi egyéni           |
| Ezüst | Hirano Ajumu                                                                | Snowboard        | Férfi halfpipe         |
| Bronz | Fudzsiszava Szacuki Josida Csinami Szuzuki Júmi Josida Jurika Motohasi Mari | Curling          | Női                    |
| Bronz | Takagi Miho                                                                 | Gyorskorcsolya   | Női 1000 m             |
| Bronz | Hara Daicsi                                                                 | Síakrobatika     | Férfi mogul            |
| Bronz | Takanasi Sara                                                               | Síugrás          | Női egyéni, normálsánc |

## Alpesisí
Férfi
| Versenyző    | Versenyszám      | 1. futam | 1. futam | 2. futam      | 2. futam      | Összesítés | Összesítés |
| Versenyző    | Versenyszám      | Idő      | Hely.    | Idő           | Hely.         | Idő        | Helyezés   |
| ------------ | ---------------- | -------- | -------- | ------------- | ------------- | ---------- | ---------- |
| Isii Tomoja  | Óriás-műlesiklás | 1:12,43  | 35.      | 1:12,35       | 29.           | 2:24,78    | 30.        |
| Júasza Naoki | Műlesiklás       | 52,89    | 36.      | nem ért célba | nem ért célba | kiesett    | kiesett    |

Női
| Versenyző      | Versenyszám      | 1. futam      | 1. futam      | 2. futam | 2. futam | Összesítés | Összesítés |
| Versenyző      | Versenyszám      | Idő           | Hely.         | Idő      | Hely.    | Idő        | Helyezés   |
| -------------- | ---------------- | ------------- | ------------- | -------- | -------- | ---------- | ---------- |
| Andó Asza      | Műlesiklás       | nem ért célba | nem ért célba | kiesett  | kiesett  | kiesett    | kiesett    |
| Isikava Haruna | Óriás-műlesiklás | 1:16,49       | 33.           | 1:12,50  | 31.      | 2:28,99    | 33.        |

## Biatlon
Férfi
| Versenyző        | Versenyszám            | Időeredmény | Lövőhiba    | Helyezés |
| ---------------- | ---------------------- | ----------- | ----------- | -------- |
| Tacsizaki Mikitó | 10 km sprint           | 27:27,1     | 3 (0+3)     | 84.      |
| Tacsizaki Mikitó | 20 km egyéni indításos | 54:11,5     | 3 (0+1+2+0) | 64.      |

Női
| Versenyző                                               | Versenyszám            | Időeredmény | Lövőhiba    | Helyezés |
| ------------------------------------------------------- | ---------------------- | ----------- | ----------- | -------- |
| Furuja Sari                                             | 7,5 km sprint          | 23:21,5     | 2 (1+1)     | 49.      |
| Furuja Sari                                             | 10 km üldözőverseny    | 37:02,1     | 5 (2+1+1+1) | 54.      |
| Furuja Sari                                             | 15 km egyéni indításos | 53:11,0     | 9 (2+2+3+2) | 85.      |
| Hacsiszuka Aszuka                                       | 15 km egyéni indításos | 50:30,2     | 4 (1+1+1+1) | 81.      |
| Micuhasi Rina                                           | 7,5 km sprint          | 25:53,1     | 5 (3+2)     | 85.      |
| Tacsizaki Fujuko                                        | 7,5 km sprint          | 23:19,7     | 1 (0+1)     | 42.      |
| Tacsizaki Fujuko                                        | 10 km üldözőverseny    | 37:07,9     | 7 (2+0+2+3) | 56.      |
| Tacsizaki Fujuko                                        | 15 km egyéni indításos | 50:06,9     | 7 (3+1+2+1) | 76.      |
| Tanaka Jurie                                            | 7,5 km sprint          | 24:21,6     | 2 (1+1)     | 68.      |
| Tanaka Jurie                                            | 15 km egyéni indításos | 50:28,0     | 5 (2+2+0+1) | 80.      |
| Furuja Sari Micuhasi Rina Tacsizaki Fujuko Tanaka Jurie | 4 × 6 km váltó         | 1:15:47,7   | 11 (2+9)    | 17.      |

## Curling

### Férfi
- Morozumi Juszuke
- Simizu Tecuro
- Jamagucsi Cujosi
- Morozumi Koszuke
- Hirata Koszuke

Csoportkör
| Nemzet           | Skip             | Gy | V | P+ | P- | Gy end | V end | Üres endek | Saját rabolt endek | Lökés % |
| ---------------- | ---------------- | -- | - | -- | -- | ------ | ----- | ---------- | ------------------ | ------- |
| Svédország       | Niklas Edin      | 7  | 2 | 62 | 43 | 34     | 28    | 13         | 8                  | 87%     |
| Kanada           | Kevin Koe        | 6  | 3 | 56 | 46 | 36     | 34    | 14         | 8                  | 87%     |
| Egyesült Államok | John Shuster     | 5  | 4 | 67 | 63 | 37     | 39    | 4          | 6                  | 80%     |
| Nagy-Britannia   | Kyle Smith       | 5  | 4 | 55 | 60 | 40     | 37    | 8          | 7                  | 82%     |
| Svájc            | Peter de Cruz    | 5  | 4 | 60 | 55 | 39     | 37    | 10         | 6                  | 83%     |
| Norvégia         | Thomas Ulsrud    | 4  | 5 | 45 | 54 | 32     | 36    | 6          | 6                  | 82%     |
| Dél-Korea        | Kim Chang-min    | 4  | 5 | 54 | 59 | 40     | 41    | 7          | 8                  | 82%     |
| Japán            | Morozumi Juszuke | 4  | 5 | 48 | 56 | 33     | 35    | 13         | 5                  | 81%     |
| Olaszország      | Joel Retornaz    | 3  | 6 | 50 | 56 | 37     | 38    | 15         | 7                  | 81%     |
| Dánia            | Rasmus Stjerne   | 2  | 7 | 53 | 70 | 36     | 39    | 12         | 5                  | 83%     |

1. 1 2  Nagy-Britannia és Svájc rájátszáson mérkőzött az elődöntőbe jutásért

| Sheet D           | 1 | 2 | 3 | 4 | 5 | 6 | 7 | 8 | 9 | 10 | VE |
| Norvégia (Ulsrud) | 1 | 0 | 0 | 0 | 1 | 1 | 0 | 1 | 0 | X  | 4  |
| Japán (Morozumi)  | 0 | 1 | 1 | 1 | 0 | 0 | 2 | 0 | 1 | X  | 6  |

| Sheet C                | 1 | 2 | 3 | 4 | 5 | 6 | 7 | 8 | 9 | 10 | VE |
| Nagy-Britannia (Smith) | 1 | 0 | 2 | 0 | 0 | 1 | 0 | 1 | 0 | 1  | 6  |
| Japán (Morozumi)       | 0 | 1 | 0 | 0 | 1 | 0 | 2 | 0 | 1 | 0  | 5  |

| Sheet A          | 1 | 2 | 3 | 4 | 5 | 6 | 7 | 8 | 9 | 10 | VE |
| Japán (Morozumi) | 0 | 2 | 0 | 1 | 0 | 0 | 0 | 2 | 0 | 0  | 5  |
| Svájc (de Cruz)  | 3 | 0 | 1 | 0 | 0 | 1 | 0 | 0 | 0 | 1  | 6  |

| Sheet D                | 1 | 2 | 3 | 4 | 5 | 6 | 7 | 8 | 9 | 10 | VE |
| Japán (Morozumi)       | 2 | 0 | 1 | 0 | 2 | 0 | 0 | 0 | 0 | 1  | 6  |
| Olaszország (Retornaz) | 0 | 1 | 0 | 2 | 0 | 0 | 0 | 1 | 1 | 0  | 5  |

| Sheet B                    | 1 | 2 | 3 | 4 | 5 | 6 | 7 | 8 | 9 | 10 | VE |
| Egyesült Államok (Shuster) | 0 | 0 | 0 | 0 | 2 | 0 | 0 | X | X | X  | 2  |
| Japán (Morozumi)           | 2 | 1 | 1 | 0 | 0 | 2 | 2 | X | X | X  | 8  |

| Sheet A           | 1 | 2 | 3 | 4 | 5 | 6 | 7 | 8 | 9 | 10 | VE |
| Svédország (Edin) | 3 | 0 | 2 | 0 | 0 | 1 | 0 | 5 | X | X  | 11 |
| Japán (Morozumi)  | 0 | 1 | 0 | 0 | 1 | 0 | 2 | 0 | X | X  | 4  |

| Sheet B          | 1 | 2 | 3 | 4 | 5 | 6 | 7 | 8 | 9 | 10 | VE |
| Japán (Morozumi) | 0 | 2 | 0 | 0 | 1 | 0 | 1 | 0 | 0 | X  | 4  |
| Kanada (Koe)     | 1 | 0 | 2 | 1 | 0 | 2 | 0 | 1 | 1 | X  | 8  |

| Sheet C          | 1 | 2 | 3 | 4 | 5 | 6 | 7 | 8 | 9 | 10 | VE |
| Japán (Morozumi) | 0 | 0 | 3 | 0 | 0 | 2 | 0 | 0 | 0 | 1  | 6  |
| Dánia (Stjerne)  | 1 | 0 | 0 | 1 | 0 | 0 | 0 | 2 | 0 | 0  | 4  |

| Sheet D          | 1 | 2 | 3 | 4 | 5 | 6 | 7 | 8 | 9 | 10 | VE |
| Dél-Korea (Kim)  | 1 | 0 | 2 | 0 | 0 | 4 | 0 | 3 | X | X  | 10 |
| Japán (Morozumi) | 0 | 1 | 0 | 2 | 0 | 0 | 1 | 0 | X | X  | 4  |

| Csapat | Helyezés |
| ------ | -------- |
| Japán  | 8.       |

### Női
- Fudzsiszava Szacuki
- Josida Csinami
- Szuzuki Júmi
- Josida Jurika
- Motohasi Mari

Csoportkör
| Nemzet                     | Skip                 | Gy | V | P+ | P- | Gy end | V end | Üres endek | Saját rabolt endek | Lökés % |
| -------------------------- | -------------------- | -- | - | -- | -- | ------ | ----- | ---------- | ------------------ | ------- |
| Dél-Korea                  | Kim Eun-jung         | 8  | 1 | 75 | 44 | 41     | 34    | 5          | 15                 | 79%     |
| Svédország                 | Anna Hasselborg      | 7  | 2 | 64 | 48 | 42     | 34    | 14         | 13                 | 83%     |
| Nagy-Britannia             | Eve Muirhead         | 6  | 3 | 61 | 56 | 39     | 38    | 12         | 6                  | 79%     |
| Japán                      | Fudzsiszava Szacuki  | 5  | 4 | 59 | 55 | 38     | 36    | 10         | 13                 | 75%     |
| Kína                       | Wang Bingyu          | 4  | 5 | 57 | 65 | 35     | 38    | 12         | 5                  | 78%     |
| Kanada                     | Rachel Homan         | 4  | 5 | 68 | 59 | 40     | 36    | 10         | 12                 | 81%     |
| Svájc                      | Silvana Tirinzoni    | 4  | 5 | 60 | 55 | 34     | 37    | 12         | 7                  | 78%     |
| Egyesült Államok           | Nina Roth            | 4  | 5 | 56 | 65 | 38     | 39    | 7          | 6                  | 78%     |
| Olimpikonok Oroszországból | Viktorija Moiszejeva | 2  | 7 | 45 | 76 | 34     | 40    | 8          | 6                  | 76%     |
| Dánia                      | Madeleine Dupont     | 1  | 8 | 50 | 72 | 32     | 41    | 10         | 6                  | 73%     |

| Sheet A                 | 1 | 2 | 3 | 4 | 5 | 6 | 7 | 8 | 9 | 10 | VE |
| Japán (Fudzsiszava)     | 2 | 2 | 3 | 0 | 1 | 0 | 0 | 1 | 1 | X  | 10 |
| Egyesült Államok (Roth) | 0 | 0 | 0 | 1 | 0 | 3 | 1 | 0 | 0 | X  | 5  |

| Sheet B             | 1 | 2 | 3 | 4 | 5 | 6 | 7 | 8 | 9 | 10 | VE |
| Dánia (Dupont)      | 0 | 0 | 0 | 3 | 0 | 1 | 0 | 0 | 1 | X  | 5  |
| Japán (Fudzsiszava) | 0 | 2 | 1 | 0 | 0 | 0 | 3 | 2 | 0 | X  | 8  |

| Sheet D             | 1 | 2 | 3 | 4 | 5 | 6 | 7 | 8 | 9 | 10 | VE |
| Dél-Korea (Kim)     | 0 | 2 | 0 | 1 | 0 | 1 | 1 | 0 | 0 | 0  | 5  |
| Japán (Fudzsiszava) | 1 | 0 | 1 | 0 | 1 | 0 | 0 | 1 | 2 | 1  | 7  |

| Sheet C             | 1 | 2 | 3 | 4 | 5 | 6 | 7 | 8 | 9 | 10 | 11 | VE |
| Japán (Fudzsiszava) | 2 | 1 | 0 | 1 | 0 | 1 | 0 | 0 | 0 | 1  | 0  | 6  |
| Kína (Wang)         | 0 | 0 | 2 | 0 | 1 | 0 | 0 | 3 | 0 | 0  | 1  | 7  |

| Sheet A                                 | 1 | 2 | 3 | 4 | 5 | 6 | 7 | 8 | 9 | 10 | VE |
| Olimpikonok Oroszországból (Moiszejeva) | 1 | 0 | 2 | 0 | 1 | 0 | 0 | 1 | 0 | X  | 5  |
| Japán (Fudzsiszava)                     | 0 | 2 | 0 | 2 | 0 | 1 | 3 | 0 | 2 | X  | 10 |

| Sheet B             | 1 | 2 | 3 | 4 | 5 | 6 | 7 | 8 | 9 | 10 | VE |
| Japán (Fudzsiszava) | 0 | 1 | 0 | 0 | 0 | 2 | 0 | X | X | X  | 3  |
| Kanada (Homan)      | 1 | 0 | 0 | 1 | 4 | 0 | 2 | X | X | X  | 8  |

| Sheet D                 | 1 | 2 | 3 | 4 | 5 | 6 | 7 | 8 | 9 | 10 | VE |
| Japán (Fudzsiszava)     | 0 | 1 | 0 | 0 | 1 | 0 | 0 | 0 | 2 | 1  | 5  |
| Svédország (Hasselborg) | 0 | 0 | 1 | 1 | 0 | 1 | 0 | 1 | 0 | 0  | 4  |

| Sheet C                   | 1 | 2 | 3 | 4 | 5 | 6 | 7 | 8 | 9 | 10 | VE |
| Nagy-Britannia (Muirhead) | 1 | 0 | 1 | 1 | 0 | 3 | 0 | 1 | 1 | 0  | 8  |
| Japán (Fudzsiszava)       | 0 | 3 | 0 | 0 | 0 | 0 | 2 | 0 | 0 | 1  | 6  |

| Sheet B             | 1 | 2 | 3 | 4 | 5 | 6 | 7 | 8 | 9 | 10 | VE |
| Svájc (Tirinzoni)   | 0 | 2 | 0 | 4 | 0 | 0 | 0 | 1 | 1 | X  | 8  |
| Japán (Fudzsiszava) | 0 | 0 | 1 | 0 | 2 | 0 | 1 | 0 | 0 | X  | 4  |

Elődöntő
| Sheet A             | 1 | 2 | 3 | 4 | 5 | 6 | 7 | 8 | 9 | 10 | 11 | VE |
| Dél-Korea (Kim)     | 3 | 0 | 1 | 0 | 2 | 0 | 0 | 1 | 0 | 0  | 1  | 8  |
| Japán (Fudzsiszava) | 0 | 2 | 0 | 1 | 0 | 1 | 0 | 0 | 2 | 1  | 0  | 7  |

Bronzmérkőzés
| Sheet B                   | 1 | 2 | 3 | 4 | 5 | 6 | 7 | 8 | 9 | 10 | VE |
| Nagy-Britannia (Muirhead) | 1 | 0 | 1 | 0 | 1 | 0 | 0 | 0 | 0 | 0  | 3  |
| Japán (Fudzsiszava)       | 0 | 1 | 0 | 1 | 0 | 0 | 0 | 1 | 1 | 1  | 5  |

| Csapat | Helyezés |
| ------ | -------- |
| Japán  |          |

## Északi összetett
| Versenyző                                                              | Versenyszám        | Síugrás | Síugrás | Síugrás | Síugrás    | Sífutás | Összesítés | Összesítés |
| Versenyző                                                              | Versenyszám        | Táv     | Pont    | Hely.   | Időhátrány | Idő     | Idő        | Helyezés   |
| ---------------------------------------------------------------------- | ------------------ | ------- | ------- | ------- | ---------- | ------- | ---------- | ---------- |
| Nagai Hideaki                                                          | Normálsánc + 10 km | 101,0   | 104,2   | 14.     | +1:46      | 24:44,5 | 26:30,5    | 14.        |
| Nagai Hideaki                                                          | Nagysánc + 10 km   | 134,0   | 121,0   | 13.     | +1:12      | 24:08,2 | 25:20,2    | 12.        |
| Vatabe Akito                                                           | Normálsánc + 10 km | 105,5   | 123,7   | 3.      | +0:28      | 24:28,2 | 24:56,2    |            |
| Vatabe Akito                                                           | Nagysánc + 10 km   | 134,0   | 138,9   | 1.      | –          | 24:05,0 | 24:05,0    | 5.         |
| Vatabe Jositó                                                          | Normálsánc + 10 km | 104,0   | 114,3   | 8.      | +1:05      | 25:11,2 | 26:16,2    | 12.        |
| Vatabe Jositó                                                          | Nagysánc + 10 km   | 121,0   | 110,6   | 20.     | +1:53      | 24:14,9 | 26:07,9    | 20.        |
| Jamamoto Gó                                                            | Normálsánc + 10 km | 97,5    | 104,0   | 15.     | +1:46      | 26:11,1 | 27:57,1    | 33.        |
| Jamamoto Gó                                                            | Nagysánc + 10 km   | 127,5   | 124,5   | 8.      | +0:58      | 24:34,2 | 25:32,2    | 16.        |
| Nagai Hideaki Vatabe Akito Vatabe Jositó Vatanabe Takehiro Jamamoto Gó | Csapat             | 525,0   | 455,3   | 3.      | +0:19      | 47:59,6 | 48:18,6    | 4.         |

## Gyorskorcsolya
Férfi
| Versenyző         | Versenyszám | Eredmény | Helyezés |
| ----------------- | ----------- | -------- | -------- |
| Haszegava Cubasa  | 500 m       | 35,08    | 14.      |
| Haszegava Cubasa  | 1000 m      | 1:09,83  | 20.      |
| Icsinohe Szeitaró | 5000 m      | 6:16,55  | 9.       |
| Kató Dzsodzsi     | 500 m       | 34,831   | 6.       |
| Nakamura Sóta     | 1500 m      | 1:47,38  | 24.      |
| Oda Takuró        | 1000 m      | 1:08,568 | 5.       |
| Oda Takuró        | 1500 m      | 1:45,44  | 5.       |
| Cucsija Rjóuszuke | 5000 m      | 6:22,45  | 16.      |
| Cucsija Rjóuszuke | 10 000 m    | 13:10,31 | 10.      |
| Shane Williamson  | 1500 m      | 1:46,21  | 10.      |
| Jamanaka Daicsi   | 500 m       | 34,78    | 5.       |
| Jamanaka Daicsi   | 1000 m      | 1:10,027 | 24.      |

Női
| Versenyző       | Versenyszám | Eredmény | Helyezés |
| --------------- | ----------- | -------- | -------- |
| Gó Arisza       | 500 m       | 37,67    | 8.       |
| Gó Arisza       | 1000 m      | 1:15,84  | 13.      |
| Kamija Erina    | 500 m       | 38,255   | 13.      |
| Kikucsi Ajaka   | 1500 m      | 1:58,92  | 16.      |
| Kikucsi Ajaka   | 3000 m      | 4:13,25  | 19.      |
| Kodaira Nao     | 500 m       | 36,94    |          |
| Kodaira Nao     | 1000 m      | 1:13:82  |          |
| Kodaira Nao     | 1500 m      | 1:56,11  | 6.       |
| Osigiri Miszaki | 5000 m      | 7:07,71  | 9.       |
| Szató Ajano     | 3000 m      | 4:04,35  | 8.       |
| Takagi Miho     | 1000 m      | 1:13:98  |          |
| Takagi Miho     | 1500 m      | 1:54,55  |          |
| Takagi Miho     | 3000 m      | 4:01,35  | 5.       |
| Takagi Nana     | 5000 m      | 7:17,45  | 12.      |

Tömegrajtos
| Versenyző         | Versenyszám | Elődöntő | Elődöntő | Elődöntő | Döntő   | Döntő   | Döntő    |
| Versenyző         | Versenyszám | Pont     | Idő      | Hely.    | Pont    | Idő     | Helyezés |
| ----------------- | ----------- | -------- | -------- | -------- | ------- | ------- | -------- |
| Cucsija Rjóuszuke | Férfi       | 0        | 7:55,77  | 11.      | kiesett | kiesett | kiesett  |
| Shane Williamson  | Férfi       | 20       | 8:25,44  | 3.       | 0       | 7:46,19 | 11.      |
| Szató Ajano       | Női         | 0        | 4:49,19  | 12.      | kiesett | kiesett | kiesett  |
| Takagi Nana       | Női         | 5        | 8:55,14  | 5.       | 60      | 8:32,87 |          |

Csapatverseny
| Versenyző                                                         | Versenyszám | Negyeddöntő               | Negyeddöntő | Elődöntő                  | Elődöntő | Döntő                                    | Döntő    | Döntő |
| Versenyző                                                         | Versenyszám | Ellenfél Idő              | Hely.       | Ellenfél Idő              | Hely.    | Ellenfél Idő                             | Helyezés |       |
| ----------------------------------------------------------------- | ----------- | ------------------------- | ----------- | ------------------------- | -------- | ---------------------------------------- | -------- | ----- |
| Icsinohe Szeitaró Nakamura Sóta Cucsija Rjószuke Shane Williamson | Férfi       | Kanada (CAN) · Gy 3:41,62 | 5.          |                           |          | C döntő · Olaszország (ITA) · Gy 3:41,62 | 5.       |       |
| Takagi Miho Kikucsi Ajaka Szató Ajano Takagi Nana                 | Női         | Kína (CHN) · Gy 2:56,09   | 2.          | Kanada (CAN) · Gy 2:58,94 | 1.       | Hollandia (NED) · Gy 2:53,89             |          |       |

## Jégkorong

### Női
- Szövetségi kapitány:  Jamanaka Takesi
- Segédedzők:  Iizuka Judzsi,  Haruna Maszahito

| Japán nemzeti női jégkorongcsapat-játékoskeret | Japán nemzeti női jégkorongcsapat-játékoskeret | Japán nemzeti női jégkorongcsapat-játékoskeret | Japán nemzeti női jégkorongcsapat-játékoskeret | Japán nemzeti női jégkorongcsapat-játékoskeret | Japán nemzeti női jégkorongcsapat-játékoskeret | Japán nemzeti női jégkorongcsapat-játékoskeret | Japán nemzeti női jégkorongcsapat-játékoskeret |
| #                                              | Poszt                                          | Név                                            | Magasság                                       | Súly                                           | Születési idő                                  | Klub 2017–18-ban                               |                                                |
| ---------------------------------------------- | ---------------------------------------------- | ---------------------------------------------- | ---------------------------------------------- | ---------------------------------------------- | ---------------------------------------------- | ---------------------------------------------- | ---------------------------------------------- |
| 1                                              | G                                              | Fudzsimoto Nana                                | 1,64 m (5 ft 5 in)                             | 56 kg (123 lb)                                 | 1989. március 3.                               | Vortex Sapporo                                 |                                                |
| 2                                              | D                                              | Kóike Siori                                    | 1,59 m (5 ft 3 in)                             | 52 kg (115 lb)                                 | 1993. március 21.                              | DK Peregrine                                   |                                                |
| 4                                              | D                                              | Tokó Ajaka                                     | 1,61 m (5 ft 3 in)                             | 58 kg (128 lb)                                 | 1994. augusztus 22.                            | Seibu Princess Rabbits                         |                                                |
| 6                                              | D                                              | Szuzuki Szena – A                              | 1,67 m (5 ft 6 in)                             | 58 kg (128 lb)                                 | 1991. augusztus 4.                             | Seibu Princess Rabbits                         |                                                |
| 7                                              | D                                              | Hori Mika                                      | 1,63 m (5 ft 4 in)                             | 54 kg (119 lb)                                 | 1992. február 17.                              | Toyota Cygnus                                  |                                                |
| 8                                              | D                                              | Hoszojamada Akane – A                          | 1,63 m (5 ft 4 in)                             | 59 kg (130 lb)                                 | 1992. március 9.                               | DK Peregrine                                   |                                                |
| 9                                              | D                                              | Takeucsi Aina                                  | 1,67 m (5 ft 6 in)                             | 65 kg (143 lb)                                 | 1991. augusztus 16.                            | Daishin                                        |                                                |
| 10                                             | F                                              | Jonejama Haruna                                | 1,60 m (5 ft 3 in)                             | 55 kg (121 lb)                                 | 1991. november 7.                              | DK Peregrine                                   |                                                |
| 11                                             | F                                              | Adacsi Jurie                                   | 1,55 m (5 ft 1 in)                             | 51 kg (112 lb)                                 | 1985. április 26.                              | Seibu Princess Rabbits                         |                                                |
| 12                                             | F                                              | Oszava Csihó – C                               | 1,62 m (5 ft 4 in)                             | 63 kg (139 lb)                                 | 1992. február 10.                              | DK Peregrine                                   |                                                |
| 13                                             | F                                              | Fudzsimoto Moeko                               | 1,55 m (5 ft 1 in)                             | 55 kg (121 lb)                                 | 1992. augusztus 5.                             | Toyota Cygnus                                  |                                                |
| 14                                             | F                                              | Toko Haruka                                    | 1,67 m (5 ft 6 in)                             | 64 kg (141 lb)                                 | 1997. március 16.                              | Seibu Princess Rabbits                         |                                                |
| 15                                             | F                                              | Ukita Rúi                                      | 1,69 m (5 ft 7 in)                             | 71 kg (157 lb)                                 | 1996. június 6.                                | Daishin                                        |                                                |
| 16                                             | F                                              | Terasima Naho                                  | 1,57 m (5 ft 2 in)                             | 58 kg (128 lb)                                 | 1993. május 2.                                 | Daishin                                        |                                                |
| 18                                             | F                                              | Taka Szuzuka                                   | 1,60 m (5 ft 3 in)                             | 51 kg (112 lb)                                 | 1996. október 16.                              | DK Peregrine                                   |                                                |
| 19                                             | F                                              | Sisiucsi Miho                                  | 1,64 m (5 ft 5 in)                             | 59 kg (130 lb)                                 | 1992. augusztus 21.                            | Toyota Cygnus                                  |                                                |
| 21                                             | F                                              | Kubó Hanae                                     | 1,68 m (5 ft 6 in)                             | 64 kg (141 lb)                                 | 1982. december 10.                             | Seibu Princess Rabbits                         |                                                |
| 22                                             | F                                              | Ivahara Tomomi                                 | 1,61 m (5 ft 3 in)                             | 58 kg (128 lb)                                 | 1987. december 19.                             | Seibu Princess Rabbits                         |                                                |
| 23                                             | F                                              | Nakamura Ami                                   | 1,62 m (5 ft 4 in)                             | 64 kg (141 lb)                                 | 1987. november 15.                             | Seibu Princess Rabbits                         |                                                |
| 27                                             | F                                              | Ono Soko                                       | 1,58 m (5 ft 2 in)                             | 59 kg (130 lb)                                 | 1981. szeptember 5.                            | FTS Mikage Gretz                               |                                                |
| 28                                             | D                                              | Siga Aoi                                       | 1,65 m (5 ft 5 in)                             | 57 kg (126 lb)                                 | 1999. július 4.                                | Obihiro Ladies                                 |                                                |
| 29                                             | G                                              | Kondó Mai                                      | 1,66 m (5 ft 5 in)                             | 56 kg (123 lb)                                 | 1992. április 4.                               | FTS Mikage Gretz                               |                                                |
| 30                                             | G                                              | Konisi Akane                                   | 1,66 m (5 ft 5 in)                             | 61 kg (134 lb)                                 | 1995. augusztus 14.                            | Seibu Princess Rabbits                         |                                                |

Csoportkör
B csoport
| Hely. | Csapat     | M | Gy | HGy | HV | V | G+ | G– | Gk  | P | Továbbjutás                  |
| ----- | ---------- | - | -- | --- | -- | - | -- | -- | --- | - | ---------------------------- |
| 1.    | Svájc      | 3 | 3  | 0   | 0  | 0 | 13 | 2  | +11 | 9 | Továbbjutott a negyeddöntőbe |
| 2.    | Svédország | 3 | 2  | 0   | 0  | 1 | 11 | 3  | +8  | 6 | Továbbjutott a negyeddöntőbe |
| 3.    | Japán      | 3 | 1  | 0   | 0  | 2 | 6  | 6  | 0   | 3 | Az 5–8. helyért játszhatott  |
| 4.    | Korea      | 3 | 0  | 0   | 0  | 3 | 1  | 20 | −19 | 0 | Az 5–8. helyért játszhatott  |

| 2018. február 10. 16:40 (8:40) | Japán (JPN) | 1–2 (0–1, 1–0, 0–1) | Svédország (SWE) | Kwandong Hockey Center, Phjongcshang Nézőszám: 3762 |

| Jegyzőkönyv | Jegyzőkönyv   | Jegyzőkönyv                     | Jegyzőkönyv | Jegyzőkönyv                                                                       |
| --- | ------------- | ------------------------------- | ----------- | --------------------------------------------------------------------------------- |
| | Nana Fujimoto | Kapusok                         | Sara Grahn  | Játékvezetők: Katie Guay Melissa Szkola Vonalbírók: Nataša Pagon Zuzana Svobodová |
| \| \| 0–1 \| 02:21 – Rask (Küller, Carlsson) \| \| Ukita (Kubo) – 36:52 \| 1–1 \| \| \| \| 1–2 \| 41:53 – Hjalmarsson (Grahm) \| |               |                                 |             | Játékvezetők: Katie Guay Melissa Szkola Vonalbírók: Nataša Pagon Zuzana Svobodová |
| 2 perc | Büntetések    | 8 perc                          |             | Játékvezetők: Katie Guay Melissa Szkola Vonalbírók: Nataša Pagon Zuzana Svobodová |
| 31 | Lövések       | 26                              |             | Játékvezetők: Katie Guay Melissa Szkola Vonalbírók: Nataša Pagon Zuzana Svobodová |
| | 0–1           | 02:21 – Rask (Küller, Carlsson) |             | Játékvezetők: Katie Guay Melissa Szkola Vonalbírók: Nataša Pagon Zuzana Svobodová |
| Ukita (Kubo) – 36:52 | 1–1           |                                 |             | Játékvezetők: Katie Guay Melissa Szkola Vonalbírók: Nataša Pagon Zuzana Svobodová |
| | 1–2           | 41:53 – Hjalmarsson (Grahm)     |             | Játékvezetők: Katie Guay Melissa Szkola Vonalbírók: Nataša Pagon Zuzana Svobodová |

| 2018. február 12. 16:40 (8:40) | Svájc (SUI) | 3–1 (0–0, 2–0, 1–1) | Japán (JPN) | Kwandong Hockey Center, Phjongcshang Nézőszám: 4033 |

| Jegyzőkönyv | Jegyzőkönyv        | Jegyzőkönyv                  | Jegyzőkönyv   | Jegyzőkönyv                                                                     |
| --- | ------------------ | ---------------------------- | ------------- | ------------------------------------------------------------------------------- |
| | Florence Schelling | Kapusok                      | Nana Fujimoto | Játékvezetők: Gabriella Gran Aina Hove Vonalbírók: Jenni Heikkinen Natasa Pagon |
| \| S. Benz (Rüegg, L. Benz) (PP) – 30:19 \| 1–0 \| \| \| S. Benz (Meier) (PP) – 33:10 \| 2–0 \| \| \| Müller – 44:27 \| 3–0 \| \| \| \| 3–1 \| 47:33 – Kubo (Hori, H. Toko) \| |                    |                              |               | Játékvezetők: Gabriella Gran Aina Hove Vonalbírók: Jenni Heikkinen Natasa Pagon |
| 10 min perc | Büntetések         | 8 min perc                   |               | Játékvezetők: Gabriella Gran Aina Hove Vonalbírók: Jenni Heikkinen Natasa Pagon |
| 18 | Lövések            | 38                           |               | Játékvezetők: Gabriella Gran Aina Hove Vonalbírók: Jenni Heikkinen Natasa Pagon |
| S. Benz (Rüegg, L. Benz) (PP) – 30:19 | 1–0                |                              |               | Játékvezetők: Gabriella Gran Aina Hove Vonalbírók: Jenni Heikkinen Natasa Pagon |
| S. Benz (Meier) (PP) – 33:10 | 2–0                |                              |               | Játékvezetők: Gabriella Gran Aina Hove Vonalbírók: Jenni Heikkinen Natasa Pagon |
| Müller – 44:27 | 3–0                |                              |               | Játékvezetők: Gabriella Gran Aina Hove Vonalbírók: Jenni Heikkinen Natasa Pagon |
| | 3–1                | 47:33 – Kubo (Hori, H. Toko) |               |                                                                                 |

| 2018. február 14. 16:40 (8:40) | Korea (COR) | 1–4 (0–2, 1–0, 0–2) | Japán (JPN) | Kwandong Hockey Center, Phjongcshang Nézőszám: 4110 |

| Jegyzőkönyv | Jegyzőkönyv  | Jegyzőkönyv                               | Jegyzőkönyv   | Jegyzőkönyv                                                                                  |
| --- | ------------ | ----------------------------------------- | ------------- | -------------------------------------------------------------------------------------------- |
| | Shin So-jung | Kapusok                                   | Konishi Akane | Játékvezetők: Drahomira Fialova Nicole Hertrich Vonalbírók: Jessica Leclerc Zuzana Svobodová |
| \| \| 0–1 \| 01:07 – Kubo (H. Toko, Ukita) \| \| \| 0–2 \| 03:58 – Ono (Koike, Yoneyama) (PP) \| \| Griffin (Park Yo.) – 29:31 \| 1–2 \| \| \| \| 1–3 \| 51:42 – Koike (Hosoyamada, Yoneyama) (PP) \| \| \| 1–4 \| 58:33 – Ukita (ENG) \| |              |                                           |               | Játékvezetők: Drahomira Fialova Nicole Hertrich Vonalbírók: Jessica Leclerc Zuzana Svobodová |
| 6 perc | Büntetések   | 4 perc                                    |               | Játékvezetők: Drahomira Fialova Nicole Hertrich Vonalbírók: Jessica Leclerc Zuzana Svobodová |
| 13 | Lövések      | 44                                        |               | Játékvezetők: Drahomira Fialova Nicole Hertrich Vonalbírók: Jessica Leclerc Zuzana Svobodová |
| | 0–1          | 01:07 – Kubo (H. Toko, Ukita)             |               | Játékvezetők: Drahomira Fialova Nicole Hertrich Vonalbírók: Jessica Leclerc Zuzana Svobodová |
| | 0–2          | 03:58 – Ono (Koike, Yoneyama) (PP)        |               | Játékvezetők: Drahomira Fialova Nicole Hertrich Vonalbírók: Jessica Leclerc Zuzana Svobodová |
| Griffin (Park Yo.) – 29:31 | 1–2          |                                           |               | Játékvezetők: Drahomira Fialova Nicole Hertrich Vonalbírók: Jessica Leclerc Zuzana Svobodová |
| | 1–3          | 51:42 – Koike (Hosoyamada, Yoneyama) (PP) |               |                                                                                              |
| | 1–4          | 58:33 – Ukita (ENG)                       |               |                                                                                              |

5–8. helyért
| 2018. február 18. 16:40 (8:40) | Svédország (SWE) | 1–2 (h.u.) (0–0, 1–1, 0–0, 0–1) | Japán (JPN) | Kwandong Hockey Center, Phjongcshang Nézőszám: 3554 |

| Jegyzőkönyv | Jegyzőkönyv | Jegyzőkönyv                   | Jegyzőkönyv   | Jegyzőkönyv                                                                 |
| --- | ----------- | ----------------------------- | ------------- | --------------------------------------------------------------------------- |
| | Sara Grahn  | Kapusok                       | Nana Fujimoto | Játékvezetők: Dina Allen Aina Hove Vonalbírók: Jessica Leclerc Justine Todd |
| \| \| 0–1 \| 21:43 – Koike (Yoneyama, Ono) \| \| Johansson (SH) – 26:25 \| 1–1 \| \| \| \| 1–2 \| 63:16 – Toko (Osawa) \| |             |                               |               | Játékvezetők: Dina Allen Aina Hove Vonalbírók: Jessica Leclerc Justine Todd |
| 10 perc | Büntetések  | 8 perc                        |               | Játékvezetők: Dina Allen Aina Hove Vonalbírók: Jessica Leclerc Justine Todd |
| 29 | Lövések     | 37                            |               | Játékvezetők: Dina Allen Aina Hove Vonalbírók: Jessica Leclerc Justine Todd |
| | 0–1         | 21:43 – Koike (Yoneyama, Ono) |               | Játékvezetők: Dina Allen Aina Hove Vonalbírók: Jessica Leclerc Justine Todd |
| Johansson (SH) – 26:25 | 1–1         |                               |               | Játékvezetők: Dina Allen Aina Hove Vonalbírók: Jessica Leclerc Justine Todd |
| | 1–2         | 63:16 – Toko (Osawa)          |               | Játékvezetők: Dina Allen Aina Hove Vonalbírók: Jessica Leclerc Justine Todd |

5. helyért
| 2018. február 20. 16:40 (8:40) | Svájc (SUI) | 1–0 (1–0, 0–0, 0–0) | Japán (JPN) | Kwandong Hockey Center, Phjongcshang Nézőszám: 3958 |

| Jegyzőkönyv                     | Jegyzőkönyv        | Jegyzőkönyv | Jegyzőkönyv   | Jegyzőkönyv                                                                                         |
| ------------------------------- | ------------------ | ----------- | ------------- | --------------------------------------------------------------------------------------------------- |
|                                 | Florence Schelling | Kapusok     | Nana Fujimoto | Játékvezetők: Gabriella Gran Katarina Timglas Vonalbírók: Charlotte Girard-Fabre Veronica Johansson |
| \| Raselli – 03:19 \| 1–0 \| \| |                    |             |               | Játékvezetők: Gabriella Gran Katarina Timglas Vonalbírók: Charlotte Girard-Fabre Veronica Johansson |
| 6 perc                          | Büntetések         | 4 perc      |               | Játékvezetők: Gabriella Gran Katarina Timglas Vonalbírók: Charlotte Girard-Fabre Veronica Johansson |
| 14                              | Lövések            | 20          |               | Játékvezetők: Gabriella Gran Katarina Timglas Vonalbírók: Charlotte Girard-Fabre Veronica Johansson |
| Raselli – 03:19                 | 1–0                |             |               | Játékvezetők: Gabriella Gran Katarina Timglas Vonalbírók: Charlotte Girard-Fabre Veronica Johansson |

| Csapat      | Helyezés |
| ----------- | -------- |
| Japán (JPN) | 6.       |

## Műkorcsolya
| Versenyző                  | Versenyszám  | Rövid program | Rövid program | Kűr     | Kűr     | Összesítés | Összesítés |
| Versenyző                  | Versenyszám  | Pont          | Hely.         | Pont    | Hely.   | Pont       | Helyezés   |
| -------------------------- | ------------ | ------------- | ------------- | ------- | ------- | ---------- | ---------- |
| Hanjú Juzuru               | Férfi egyéni | 111,68        | 1.            | 206,17  | 2.      | 317,85     |            |
| Tanaka Keidzsi             | Férfi egyéni | 80,05         | 20.           | 164,78  | 15.     | 244,83     | 18.        |
| Uno Sóma                   | Férfi egyéni | 104,17        | 3.            | 202,73  | 3.      | 306,90     |            |
| Mijahara Szatokó           | Női egyéni   | 75,94         | 4.            | 146,44  | 4.      | 222,38     | 4.         |
| Szakamotó Kaori            | Női egyéni   | 73,18         | 5.            | 136,53  | 6.      | 209,71     | 6.         |
| Szuzaki Miu Kihara Rjúicsi | Páros        | 57,74         | 21.           | kiesett | kiesett | kiesett    | kiesett    |
| Muramoto Kana Chris Reed   | Jégtánc      | 63,41         | 15.           | 97,22   | 13.     | 160,63     | 15.        |

Csapat
| Versenyző | Versenyszám   | Rövid program    | Rövid program    | Rövid program    | Rövid program    | Rövid program | Rövid program | Kűr              | Kűr              | Kűr              | Kűr              | Kűr        | Kűr        |
| Versenyző | Versenyszám   | Férfi            | Női              | Páros            | Jégtánc          | Összesítés    | Összesítés    | Férfi            | Női              | Páros            | Jégtánc          | Összesítés | Összesítés |
| Versenyző | Versenyszám   | Pont Csapat pont | Pont Csapat pont | Pont Csapat pont | Pont Csapat pont | Pont          | Hely.         | Pont Csapat pont | Pont Csapat pont | Pont Csapat pont | Pont Csapat pont | Pont       | Helyezés   |
| --- | ------------- | ---------------- | ---------------- | ---------------- | ---------------- | ------------- | ------------- | ---------------- | ---------------- | ---------------- | ---------------- | ---------- | ---------- |
| Uno Sóma (F) (RP) Tanaka Keidzsi (F) (K) Mijahara Szatokó (N) (RP) Szakamotó Kaori (N) (K) Szuzaki Miu / Kihara Rjúicsi (P) Muramoto Kana / Chris Reed (J) | Csapatverseny | 103,25 10        | 68,95 7          | 57,42 3          | 62,15 6          | 26            | 4.            | 148,36 6         | 131,91 6         | 97,67 6          | 87,88 6          | 50         | 5.         |

## Rövidpályás gyorskorcsolya
Férfi
| Versenyző                                                         | Versenyszám  | Előfutam      | Előfutam | Negyeddöntő | Negyeddöntő | Elődöntő | Elődöntő | B döntő  | B döntő | Döntő   | Döntő   | Helyezés |
| Versenyző                                                         | Versenyszám  | Idő           | Hely.    | Idő         | Hely.       | Idő      | Hely.    | Idő      | Hely.   | Idő     | Hely.   | Helyezés |
| ----------------------------------------------------------------- | ------------ | ------------- | -------- | ----------- | ----------- | -------- | -------- | -------- | ------- | ------- | ------- | -------- |
| Szakazume Rjószuke                                                | 500 m        | 40,658        | 2.       | 40,563      | 2.          | 40,434   | 4.       | 40,985   | 4.      |         |         | 8.       |
| Szakazume Rjószuke                                                | 1000 m       | nem ért célba | 3. ADV   | 1:24,099    | 2.          | 1:24,317 | 3.       | 1:27,522 | 1.      |         |         | 5.       |
| Vatanabe Keita                                                    | 500 m        | 41,678        | 2.       | 41,354      | 4.          | kiesett  | kiesett  | kiesett  | kiesett | kiesett | kiesett | 26.      |
| Vatanabe Keita                                                    | 1000 m       | 1:24,078      | 3.       | kiesett     | kiesett     | kiesett  | kiesett  | kiesett  | kiesett | kiesett | kiesett | 21.      |
| Vatanabe Keita                                                    | 1500 m       | 2:19,205      | 4.       |             |             | kiesett  | kiesett  | kiesett  | kiesett | kiesett | kiesett | 16.      |
| Jokojama Hiroki                                                   | 1500 m       | 2:13,323      | 4.       |             |             | kiesett  | kiesett  | kiesett  | kiesett | kiesett | kiesett | 23.      |
| Josinaga Kazuki                                                   | 1000 m       | 1:24,030      | 2.       | 1:24,649    | 4.          | kiesett  | kiesett  | kiesett  | kiesett | kiesett | kiesett | 13.      |
| Josinaga Kazuki                                                   | 1500 m       | kizárták      | kizárták |             |             | kiesett  | kiesett  | kiesett  | kiesett | kiesett | kiesett | –        |
| Szakazume Rjószuke Vatanabe Keita Jokojama Hiroki Josinaga Kazuki | 5000 m váltó |               |          |             |             | 6:42,655 | 4.       | 7:02,554 | 3.      |         |         | 7.       |

Női
| Versenyző                                                           | Versenyszám  | Előfutam | Előfutam | Negyeddöntő | Negyeddöntő | Elődöntő | Elődöntő | B döntő  | B döntő | Döntő   | Döntő   | Helyezés |
| Versenyző                                                           | Versenyszám  | Idő      | Hely.    | Idő         | Hely.       | Idő      | Hely.    | Idő      | Hely.   | Idő     | Hely.   | Helyezés |
| ------------------------------------------------------------------- | ------------ | -------- | -------- | ----------- | ----------- | -------- | -------- | -------- | ------- | ------- | ------- | -------- |
| Kaminaga Sióne                                                      | 1500 m       | 2:28,719 | 6.       |             |             | kiesett  | kiesett  | kiesett  | kiesett | kiesett | kiesett | 30.      |
| Kikucsi Szumire                                                     | 500 m        | 44,838   | 4.       | kiesett     | kiesett     | kiesett  | kiesett  | kiesett  | kiesett | kiesett | kiesett | 29.      |
| Kikucsi Szumire                                                     | 1000 m       | 1:30,970 | 3.       | kiesett     | kiesett     | kiesett  | kiesett  | kiesett  | kiesett | kiesett | kiesett | 20.      |
| Kikucsi Szumire                                                     | 1500 m       | 2:29,665 | 3.       |             |             | 2:34,526 | 3.       | 2:54,450 | 4.      |         |         | 11.      |
| Kikucsi Júki                                                        | 1500 m       | kizárták | kizárták |             |             | kiesett  | kiesett  | kiesett  | kiesett | kiesett | kiesett | –        |
| Szaitó Hitomi                                                       | 1000 m       | 1:32,457 | 2.       | 1:30,804    | 4.          | kiesett  | kiesett  | kiesett  | kiesett | kiesett | kiesett | 16.      |
| Ito Ajukó Kaminaga Sióne Kikucsi Szumire Kikucsi Júki Szaitó Hitomi | 3000 m váltó |          |          |             |             | 4:12,664 | 4.       | 4:13,072 | 4.      |         |         | 6.       |

## Síakrobatika
Ugrás
| Versenyző    | Versenyszám | Selejtező  | Selejtező  | Selejtező  | Selejtező  | Döntő      | Döntő      | Döntő      | Döntő      | Döntő      | Helyezés |
| Versenyző    | Versenyszám | 1. forduló | 1. forduló | 2. forduló | 2. forduló | 1. forduló | 1. forduló | 2. forduló | 2. forduló | 3. forduló | Helyezés |
| Versenyző    | Versenyszám | Pont       | Hely.      | Pont       | Hely.      | Pont       | Hely.      | Pont       | Hely.      | Pont       | Helyezés |
| ------------ | ----------- | ---------- | ---------- | ---------- | ---------- | ---------- | ---------- | ---------- | ---------- | ---------- | -------- |
| Tabara Naoja | Férfi       | 103,98     | 17.        | 78,73      | 13.        | kiesett    | kiesett    | kiesett    | kiesett    | kiesett    | 19.      |

Félcső
| Versenyző      | Versenyszám | Selejtező | Selejtező | Selejtező     | Selejtező | Döntő    | Döntő    | Döntő    | Döntő         | Döntő    |
| Versenyző      | Versenyszám | 1. futam  | 2. futam  | Jobb eredmény | Hely.     | 1. futam | 2. futam | 3. futam | Jobb eredmény | Helyezés |
| -------------- | ----------- | --------- | --------- | ------------- | --------- | -------- | -------- | -------- | ------------- | -------- |
| Onozuka Ajana  | Női         | 74,60     | 84,80     | 84,80         | 5.        | 50,80    | 77,20    | 82,20    | 82,20         | 5.       |
| Szuzuki Szaori | Női         | 69,20     | 71,80     | 71,80         | 14.       | kiesett  | kiesett  | kiesett  | kiesett       | kiesett  |
| Vatabe Jurie   | Női         | 21,20     | 56,60     | 56,60         | 22.       | kiesett  | kiesett  | kiesett  | kiesett       | kiesett  |

Mogul
| Versenyző      | Versenyszám | Selejtező | Selejtező | Selejtező | Selejtező | Selejtező | Selejtező | Selejtező | Selejtező | Döntő    | Döntő    | Döntő    | Döntő    | Döntő         | Döntő         | Döntő         | Döntő         | Döntő    | Döntő    | Döntő    | Helyezés |
| Versenyző      | Versenyszám | 1. futam  | 1. futam  | 1. futam  | 1. futam  | 2. futam  | 2. futam  | 2. futam  | 2. futam  | 1. futam | 1. futam | 1. futam | 1. futam | 2. futam      | 2. futam      | 2. futam      | 2. futam      | 3. futam | 3. futam | 3. futam | Helyezés |
| Versenyző      | Versenyszám | Idő       | Pont      | Össz.     | Hely.     | Idő       | Pont      | Össz.     | Hely.     | Idő      | Pont     | Össz.    | Hely.    | Idő           | Pont          | Össz.         | Hely.         | Idő      | Pont     | Össz.    | Helyezés |
| -------------- | ----------- | --------- | --------- | --------- | --------- | --------- | --------- | --------- | --------- | -------- | -------- | -------- | -------- | ------------- | ------------- | ------------- | ------------- | -------- | -------- | -------- | -------- |
| Endo Só        | Férfi       | 24,92     | 60,59     | 75,73     | 13.       | 25,19     | 60,60     | 75,38     | 7.        | 24,42    | 66,92    | 82,72    | 1.       | nem ért célba | nem ért célba | nem ért célba | nem ért célba | kiesett  | kiesett  | kiesett  | 10.      |
| Hara Daicsi    | Férfi       | 25,06     | 65,06     | 80,01     | 6.        | kiemelt   | kiemelt   | kiemelt   | kiemelt   | 24,75    | 65,93    | 81,29    | 3.       | 24,41         | 66,49         | 82,30         | 1.            | 24,90    | 67,03    | 82,19    |          |
| Horisima Ikúma | Férfi       | 23,95     | 63,93     | 80,35     | 5.        | kiemelt   | kiemelt   | kiemelt   | kiemelt   | 24,09    | 63,41    | 79,64    | 7.       | nem ért célba | nem ért célba | nem ért célba | nem ért célba | kiesett  | kiesett  | kiesett  | 11.      |
| Nisi Nobujuki  | Férfi       | 24,74     | 59,79     | 75,17     | 16.       | 25,35     | 60,58     | 75,15     | 9.        | 25,14    | 31,19    | 46,04    | 19.      | kiesett       | kiesett       | kiesett       | kiesett       | kiesett  | kiesett  | kiesett  | 19.      |
| Murata Arisza  | Női         | 29,90     | 59,83     | 74,13     | 9.        | kiemelt   | kiemelt   | kiemelt   | kiemelt   | 30,51    | 67,15    | 70,77    | 18.      | kiesett       | kiesett       | kiesett       | kiesett       | kiesett  | kiesett  | kiesett  | 18.      |

Krossz
| Versenyző     | Versenyszám | Selejtező | Selejtező | Nyolcaddöntő | Negyeddöntő | Elődöntő | Döntő    | Helyezés |
| Versenyző     | Versenyszám | Idő       | Hely.     | Helyezés     | Helyezés    | Helyezés | Helyezés | Helyezés |
| ------------- | ----------- | --------- | --------- | ------------ | ----------- | -------- | -------- | -------- |
| Umehara Reina | Női         | 1:17,81   | 21.       | 3.           | kiesett     | kiesett  | kiesett  | 22.      |

Slopestyle
| Versenyző        | Versenyszám | Selejtező | Selejtező | Selejtező     | Selejtező | Döntő    | Döntő    | Döntő    | Döntő         | Döntő    |
| Versenyző        | Versenyszám | 1. futam  | 2. futam  | Jobb eredmény | Hely.     | 1. futam | 2. futam | 3. futam | Jobb eredmény | Helyezés |
| ---------------- | ----------- | --------- | --------- | ------------- | --------- | -------- | -------- | -------- | ------------- | -------- |
| Jamamotó Taiszei | Férfi       | 56,00     | 70,40     | 70,40         | 20.       | kiesett  | kiesett  | kiesett  | kiesett       | kiesett  |

## Sífutás
Távolsági
Férfi
| Versenyző     | Versenyszám | Klasszikus | Klasszikus | Szabad  | Szabad | Összesen  | Összesen |
| Versenyző     | Versenyszám | Idő        | Hely.      | Idő     | Hely.  | Idő       | Helyezés |
| ------------- | ----------- | ---------- | ---------- | ------- | ------ | --------- | -------- |
| Josida Keisin | 15 km       |            |            |         |        | 34:59,1   | 13.      |
| Josida Keisin | 30 km       | 41:11,9    | 23.        | 36:37,5 | 27.    | 1:18:23,0 | 25.      |
| Josida Keisin | 50 km       |            |            |         |        | 2:17:21,9 | 21.      |

Női
| Versenyző     | Versenyszám | Klasszikus | Klasszikus | Szabad  | Szabad | Összesen  | Összesen |
| Versenyző     | Versenyszám | Idő        | Hely.      | Idő     | Hely.  | Idő       | Helyezés |
| ------------- | ----------- | ---------- | ---------- | ------- | ------ | --------- | -------- |
| Isida Maszakó | 10 km       |            |            |         |        | 27:03,5   | 18.      |
| Isida Maszakó | 15 km       | 21:39,2    | 15.        | 19:54,4 | 17.    | 42:04,1   | 14.      |
| Isida Maszakó | 30 km       |            |            |         |        | 1:26:38,4 | 10.      |

## Síugrás
Férfi
| Versenyző                                             | Versenyszám   | Selejtező | Selejtező | Selejtező | 1. ugrás | 1. ugrás | 1. ugrás | 2. ugrás | 2. ugrás | 2. ugrás | Összesítés | Összesítés |
| Versenyző                                             | Versenyszám   | Táv       | Pont      | Hely.     | Táv      | Pont     | Hely.    | Táv      | Pont     | Hely.    | Pont       | Helyezés   |
| ----------------------------------------------------- | ------------- | --------- | --------- | --------- | -------- | -------- | -------- | -------- | -------- | -------- | ---------- | ---------- |
| Itó Daiki                                             | Normálsánc    | 93,5      | 106,0     | 31.       | 103,0    | 110,3    | 19.      | 102,0    | 104,4    | 20.      | 214,7      | 20.        |
| Kaszai Noriaki                                        | Normálsánc    | 98,0      | 117,7     | 20.       | 104,5    | 113,9    | 16.      | 99,0     | 99,4     | 26.      | 213,3      | 21.        |
| Kaszai Noriaki                                        | Nagysánc      | 122,5     | 104,2     | 22.       | 121,0    | 107,9    | 33.      | kiesett  | kiesett  | kiesett  | kiesett    | kiesett    |
| Kobajasi Junsiró                                      | Normálsánc    | 101,0     | 118,4     | 18.       | 93,0     | 98,0     | 31.      | kiesett  | kiesett  | kiesett  | kiesett    | kiesett    |
| Kobajasi Junsiró                                      | Nagysánc      | 115,0     | 89,5      | 37.       | 122,0    | 114,8    | 26.      | 122,0    | 110,0    | 24.      | 224,8      | 24.        |
| Kobajasi Rjójú                                        | Normálsánc    | 98,0      | 115,3     | 21.       | 108,0    | 120,2    | 9.       | 108,0    | 120,6    | 7.       | 240,8      | 7.         |
| Kobajasi Rjójú                                        | Nagysánc      | 143,5     | 127,6     | 3.        | 135,5    | 134,0    | 7.       | 128,0    | 124,0    | 15.      | 258,0      | =10.       |
| Takeucsi Taku                                         | Nagysánc      | 120,5     | 98,5      | 27.       | 124,0    | 114,1    | 27.      | 125,5    | 120,1    | 19.      | 234,2      | 22.        |
| Itó Daiki Kaszai Noriaki Kobajasi Rjójú Takeucsi Taku | Csapatverseny |           |           |           | 506,5    | 475,5    | 6.       | 501,0    | 465,0    | 6.       | 940,5      | 6.         |

Női
| Versenyző      | Versenyszám | Első forduló | Első forduló | Első forduló | Döntő | Döntő | Döntő | Összesítés | Összesítés |
| Versenyző      | Versenyszám | Táv          | Pont         | Hely.        | Táv   | Pont  | Hely. | Pont       | Helyezés   |
| -------------- | ----------- | ------------ | ------------ | ------------ | ----- | ----- | ----- | ---------- | ---------- |
| Itó Júki       | Normálsánc  | 94,0         | 105,1        | 9.           | 93,0  | 98,8  | 10.   | 203,9      | 9.         |
| Ivabucsi Kaori | Normálsánc  | 93,5         | 98,2         | 11.          | 89,0  | 90,1  | 13.   | 188,3      | 12.        |
| Szetó Júka     | Normálsánc  | 93,0         | 90,3         | 15.          | 89,0  | 81,7  | 24.   | 172,0      | 17.        |
| Takanasi Sara  | Normálsánc  | 103,5        | 120,3        | 3.           | 103,5 | 123,5 | 3.    | 243,8      |            |

## Snowboard
Akrobatika
Férfi
| Versenyző        | Versenyszám | Selejtező | Selejtező | Selejtező     | Selejtező | Döntő    | Döntő    | Döntő      | Döntő         | Helyezés |
| Versenyző        | Versenyszám | 1. futam  | 2. futam  | Jobb eredmény | Hely.     | 1. futam | 2. futam | 3. futam   | Jobb eredmény | Helyezés |
| ---------------- | ----------- | --------- | --------- | ------------- | --------- | -------- | -------- | ---------- | ------------- | -------- |
| Hiroaki Kunitake | Big air     | 37,25     | 36,75     | 37,25         | 17.       | kiesett  | kiesett  | kiesett    | kiesett       | 33.      |
| Hiroaki Kunitake | Slopestyle  | 39,45     | 43,16     | 43,16         | 14.       | kiesett  | kiesett  | kiesett    | kiesett       | 26.      |
| Okubo Juri       | Big air     | 84,25     | 44,25     | 84,25         | 9.        | kiesett  | kiesett  | kiesett    | kiesett       | =18.     |
| Okubo Juri       | Slopestyle  | 24,45     | 75,05     | 75,05         | 8.        | kiesett  | kiesett  | kiesett    | kiesett       | 14.      |
| Hirano Ajumu     | Halfpipe    | 87,50     | 95,25     | 95,25         | 3.        | 35,25    | 95,25    | 43,25      | 95,25         |          |
| Hiraoka Taku     | Halfpipe    | 26,00     | 75,75     | 75,75         | 13.       | kiesett  | kiesett  | kiesett    | kiesett       | 13.      |
| Katajama Raibu   | Halfpipe    | 85,50     | 90,75     | 90,75         | 5.        | 85,75    | 25,00    | 87,00      | 87,00         | 7.       |
| Tocuka Júto      | Halfpipe    | 80,00     | 65,25     | 80,00         | 10.       | 39,25    | 7,00     | nem indult | 39,25         | 11.      |

Női
| Versenyző       | Versenyszám | Selejtező | Selejtező | Selejtező     | Selejtező | Döntő    | Döntő    | Döntő    | Döntő         | Helyezés |
| Versenyző       | Versenyszám | 1. futam  | 2. futam  | Jobb eredmény | Hely.     | 1. futam | 2. futam | 3. futam | Jobb eredmény | Helyezés |
| --------------- | ----------- | --------- | --------- | ------------- | --------- | -------- | -------- | -------- | ------------- | -------- |
| Fudzsimori Júka | Big air     | 82,00     | 94,25     | 94,25         | 2.        | 82,25    | 40,50    | –        | 122,75        | 7.       |
| Fudzsimori Júka | Slopestyle  | törölve   | törölve   | törölve       | törölve   | 63,73    | 48,51    | törölve  | 63,73         | 9.       |
| Hirono Aszami   | Big air     | 27,50     | 37,75     | 37,75         | 24.       | kiesett  | kiesett  | kiesett  | kiesett       | 24.      |
| Hirono Aszami   | Slopestyle  | törölve   | törölve   | törölve       | törölve   | 49,80    | 27,26    | törölve  | 49,80         | 12.      |
| Ivabucsi Reira  | Big air     | 80,00     | 92,75     | 92,75         | 3.        | 79,75    | 67,75    | –        | 147,50        | 4.       |
| Ivabucsi Reira  | Slopestyle  | törölve   | törölve   | törölve       | törölve   | 48,33    | 31,06    | törölve  | 48,33         | 14.      |
| Onicuka Mijabi  | Big air     | 81,75     | 86,50     | 86,50         | 7.        | 78,75    | –        | 40,25    | 119,00        | 8.       |
| Onicuka Mijabi  | Slopestyle  | törölve   | törölve   | törölve       | törölve   | 33,25    | 39,55    | törölve  | 39,55         | 19.      |
| Imai Kurumi     | Halfpipe    | 54,75     | 50,00     | 54,75         | 15.       | kiesett  | kiesett  | kiesett  | kiesett       | 15.      |
| Macumoto Haruna | Halfpipe    | 80,75     | 84,25     | 84,25         | 3.        | 70,00    | 46,25    | 65,75    | 70,00         | 6.       |
| Óe Hikaru       | Halfpipe    | 10,00     | 51,00     | 51,00         | 17.       | kiesett  | kiesett  | kiesett  | kiesett       | 17.      |
| Tomita Szena    | Halfpipe    | 59,50     | 66,75     | 66,75         | 7.        | 65,25    | 34,50    | 60,50    | 65,25         | 8.       |

Parallel giant slalom
| Versenyző       | Versenyszám | Selejtező | Selejtező | Nyolcaddöntő                     | Negyeddöntő                 | Elődöntő          | Döntő             | Helyezés |
| Versenyző       | Versenyszám | Idő       | Hely.     | Ellenfél Eredmény                | Ellenfél Eredmény           | Ellenfél Eredmény | Ellenfél Eredmény | Helyezés |
| --------------- | ----------- | --------- | --------- | -------------------------------- | --------------------------- | ----------------- | ----------------- | -------- |
| Siba Maszaki    | Férfi       | 1:26,91   | 27.       | kiesett                          | kiesett                     | kiesett           | kiesett           | 27.      |
| Takeucsi Tomoka | Női         | 1:32,86   | 6.        | Julia Dujmovits (AUT) · Gy –0,17 | Selina Jörg (GER) · V +0,62 | kiesett           | kiesett           | 5.       |

## Szkeleton
| Versenyző           | Versenyszám | 1. futam | 1. futam | 2. futam | 2. futam | 3. futam | 3. futam | 4. futam | 4. futam | Összesítés | Összesítés |
| Versenyző           | Versenyszám | Idő      | Hely.    | Idő      | Hely.    | Idő      | Hely.    | Idő      | Hely.    | Idő        | Helyezés   |
| ------------------- | ----------- | -------- | -------- | -------- | -------- | -------- | -------- | -------- | -------- | ---------- | ---------- |
| Mijadzsima Kacujúki | Férfi       | 51,63    | 20.      | 52,15    | 27.      | 51,80    | 24.      | kiesett  | kiesett  | 2:35,58    | 26.        |
| Takahasi Hiroacu    | Férfi       | 52,00    | 27.      | 51,50    | 21.      | 51,19    | 16.      | kiesett  | kiesett  | 2:34,69    | 22.        |
| Ogucsi Takakó       | Női         | 53,82    | 19.      | 53,41    | 18.      | 53,62    | 19.      | 53,11    | 18.      | 3:33,96    | 19.        |